# Monte Tambora
O monte Tambora (em indonésio: Gunung Tambora ou Tomboro) é um estratovulcão ou vulcão complexo ativo, na ilha de Sumbawa, Indonésia, com 2 722 m ou 2 850 m de altitude.
A ilha de Sumbawa é flanqueada tanto ao norte como ao sul por crosta oceânica e o Tambora foi formado pelas zonas de subducção ativas sob ele. Isto elevou o monte Tambora a uma altura de 4 300 m, fazendo-o uma das mais altas formações do arquipélago da Indonésia e injetando uma grande câmara magmática dentro da montanha. Demorando séculos para abastecer a sua câmara magmática, a sua atividade vulcânica atingindo o pico em abril de 1815.
O monte Tambora entrou em erupção entre 5 e 10 de abril de 1815, atingindo o nível 7 no Índice de Explosividade Vulcânica (IEV), realizando a maior erupção desde a erupção do lago Taupo no ano 181 d.C. Esta erupção é considerada a maior registrada na Terra, detendo o recorde do volume de matéria expelida: 180 000 000 000 m³ ou 180 km³. Entre 60 e 70 mil pessoas morreram em decorrência dos efeitos da erupção, sendo de 11 mil a 12 mil mortas diretamente pela explosão. Depois da erupção, a montanha do vulcão ficou com metade da altura anterior e formou-se uma enorme caldeira, hoje contendo um lago.

## Informações geográficas
O monte Tambora está localizado na ilha de Sumbawa, parte das Pequenas Ilhas da Sonda. Esta é um segmento do Arco de Sonda, uma cadeia de ilhas vulcânicas que é um arco insular e que forma a cadeia sul do da arquipélago indonésio. Tambora forma a sua própria península em Sumbawa, conhecida como a península Sanggar. Ao norte da península esta o mar das Flores, e ao sul esta a baía de Saleh, de 86 km de comprimento e 36 km de largura. Na desembocadura da baía de Saleh está um ilhéu chamado Mojo.
Além dos sismólogos e vulcanólogos que monitorizam a atividade da montanha, o monte Tambora é uma área de estudos científicos para arqueólogos e biólogos. A montanha também atrai turistas para caminhadas, outros desportos da natureza e atividades ligadas à vida selvagem. As duas cidades mais próximas são Dompu e Bima. Existem três concentrações de vilarejos em torno do declive da montanha. Ao leste está a vila de Sanggar, ao noroeste estão as vilas de Doro Peti e Pesanggrahan, e ao oeste está a vila de Calabai. Existem duas rotas ascendentes para alcançar a caldeira. A primeira rota inicia da vila de Doro Mboha ao sudeste da montanha. Esta rota segue um estrada pavimentada através de uma plantação de caju até alcançar 1150 m acima do nível do mar. O final desta rota é a parte sul da caldeira a 1 950 m, alcançável por meio de uma trilha de caminhada. Esta locação ´usualmente usada como um campo base para monitorar a atividade vulcânica, porque ela toma apenas uma hora para se alcançar a caldeira. A segunda rota inicia da vila de Pancasila ao noroeste da montanha. Usando a segunda rota, a caldeira é acessível somente a pé.

## História geológica

### Formação
Tambora situa-se a 340 km ao norte do sistema da fossa de Java e 180–190 km acima da superfície superior da zona de subducção de imersão norte. A ilha de Sumbawa é flanqueada tanto ao norte quanto ao sul pela crosta oceânica. A taxa de convergência é de 7.8 cm/ano. A existência de Tambora é estimada como e iniciado há 57 000 anos atrás. Sua ascensão injetou uma grande câmara magmática dentro da montanha. O ilhéu Mojo foi formado como parte deste processo geológico no qual a baía de Saleh, colapsando dentro da câmara de magma produzida, primeiro apareceu como uma bacia oceânica, aproximadamente há 25 000 anos.
De acordo com sondagens geológicas, um alto cone vulcânico com uma única "chaminé" central foi formado antes da erupção de 1815, ao qual seguiu-se uma forma de estratovulcão. O diâmetro na base é 60 km. A "chaminé" central emite lava frequentemente, a qual desce em cascata no declive íngreme da encosta do vulcão.
Desde a erupção de 1815, a parte inferior contém depósitos de intercaladas sequências de lava e materiais piroclásticos. Aproximadamente 40% das camadas são representadas em fluxos de lava de espessura de 1 a 5 metros. Espessos leitos de piroclasto foram produzidos pela fragmentação de fluxos de lava. Dentro da porção superior, a lava é intercalada com escória, tufos e fluxos piroclásticos. Existem pelo menos 20 cones satélites (também chamados parasíticos). Alguns deles tem nomes: Tahe (877 m), Molo (602 m), Kadiendinae, Kubah (1648 m) e Doro Api Toi. A maioria dos cones parasíticos tem produzido lavas basálticas.

### História eruptiva
Usando a técnica de datação por radiocarbono, estabeleceu-se que o monte Tambora entrou em erupção três vezes antes da erupção de 1815, mas as magnitudes destas erupções são desconhecidas. Suas datas estimadas são 3 910 a.C. ± 200 anos, 3 050 a.C. e  740 d.C. ± 150 anos. Elas foram todas explosivas na chaminé central com características similares, exceto a última erupção que não apresentou fluxo piroclástico.
Em 1812, o monte Tambora tornou-se altamente ativo, com seu pico eruptivo no evento catastrófico explosivo de abril de 1815. A magnitude foi sete na escala de Índice de Explosividade Vulcânica (IEV), com um volume total de tefra ejetado de 1.6 × 1011 metros cúbicos.
O monte Tambora é ainda ativo. Menores domos de lava e escoadas de lava têm se formado sobre o piso da caldeira durante os séculos XIX e XX. A última erupção foi registrada em 1967, mas esta foi muito pequena e não explosiva (IEV = 0).